# Phrynobatrachus manengoubensis
Phrynobatrachus manengoubensis là một loài ếch trong họ Petropedetidae. Chúng là loài đặc hữu của Cameroon.
Các môi trường sống tự nhiên của chúng là đồng cỏ ở cao nhiệt đới hoặc cận nhiệt đới và hồ nước ngọt.